# Jack Johnson (zenész)
Jack Hody Johnson (North Shore, Oahu, 1975. május 18. –) hawaii származású énekes és gitáros, dalszerző. Zenei stílusát nehezen lehetne egész pontosan meghatározni, de leginkább az akusztikus soft rock jelzővel szokták illetni. Johnson egy családi baráttól tanult meg szörfözni még gyerekkorában, hivatásos szörfös volt, egészen egy súlyos balesetéig. Bár gitáron már 14 éves korában is játszott, a baleset utáni lábadozása során kezdett el komolyabban gitározni és dalokat írni, noha debütálása a zenei piacon még ennél is később, csak az egyetem elvégzése után történt meg.

## Albumok
Jack Johnson első albuma a Brushfire fairytales 2001-ben jelent meg, ezt követte az On and on (2003), majd az In between dreams (2005), továbbá a Sing-A-Longs and Lullabies for the film Curious George, ami valójában az album címében említett animációs film zenéje.
- Brushfire Fairytales (2001)
- On and On (2003)
- In Between Dreams (2005)
- Sing-A-Longs and Lullabies for the Film Curious George (2006)
- Sleep Through the Static (2008)
- En Concert (koncert CD és DVD, 2009)
- To The Sea (2010)

Jack Johnson közreműködött ezen kívül számos előadó lemezén, többek között a G. Love & Special Sauce néhány albumán. 2008-ban a két csapat együtt turnézik, melynek keretében újra Európába látogatnak.

## Érdekességek
A Taylor című szám videóklipjében Ben Stiller színész tűnik fel, önmagát alakítva, mintha Johnson klipjét rendezné ehhez a számhoz.